# Vilim Bačić
Vilim Bačić (Willy A. Bacich) (Pula, 3. srpnja 1896. – Beč, 17. lipnja 1969.), hrvatski pomorski časnik, pomorski i pravni pisac.

## Životopis
Rođen u Puli. U Rijeci 1914. završio pomorsku vojnu akademiju. Službovao je na ratnim brodovima austro-ugarske mornarice kao zapovjednik. Nakon rata službovao kao zapovjednik ratnih brodova u jugoslavenskoj ratnoj mornarici. U Beogradu je diplomirao na Pravnom fakultetu. U Parizu završio pomorsku vojnu akademiju 1927. godine. Pravo je doktorirao 1928. u Zagrebu. Do rata bio je ravnateljem Pomorske akademije u Dubrovniku. U NDH bio djelatnikom Ministarstva vanjskih poslova NDH od 1941. do 1945. godine. Poslije rata živio u Peruu.
Pisao je povijesna, pomorska i pomorsko-pravna djela. Među važnija spadaju Uvod u međunarodno pomorsko javno i ratno pravo (1933.), Dubrovački brodari u doba procvata dubrovačkog pomorstva u XVI. vijeku (1941.), Poviest Prvog svjetskog rata na Jadranu I (1944.), Borba za istočnu obalu Jadrana (pod pseudonimom Liburnicus, Der Kampf um die Ostküste der Adria, 1944.) i dr.
Pisao za Mornarički glasnik, Almanah i publikacije Jadranske straže.

## Vanjske poveznice
- Vilim Bačić Hrvatska tehnička enciklopedija, portal hrvatske tehničke baštine. LZMK